# Голубеграмма

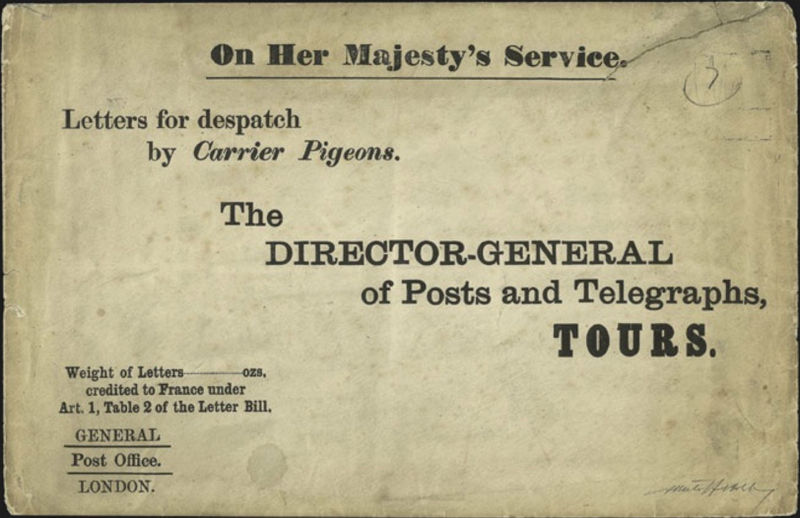
Письмо из Лондона в Тур, предназначенное для дальнейшей отправки в виде голубеграммы в осаждённый Париж (1870—1871)

Голубегра́мма (англ. pigeongram) — письмо, сообщение голубиной почты.

## История

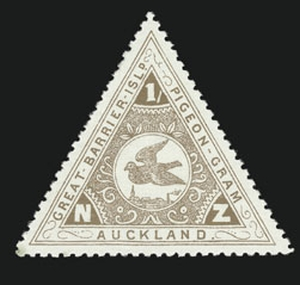
С 1899 года новозеландская служба голубеграмм выпускала треугольные марки для связи с островом Грейт-Барриер

Послания, передаваемые голубями, использовались с древнейших времен. В XIX веке появились специальные марки для этой первой разновидности воздушной почты.
В 1897 году в Новой Зеландии основана «Служба голубеграмм острова Грейт-Барриер» для доставки голубеграмм из Окленда на Грейт-Барриер, которые удалены друг от друга на расстоянии в 100 км. При этом с 1898 по 1908 год службой голубеграмм выпускались специальные марки.
После Второй мировой войны голубеграммы не применяются в гражданских целях ввиду развития более современных средств связи. В настоящее время этот вид связи может использоваться только в некоторых военных подразделениях и в случае военного конфликта, когда все другие формы коммуникации недоступны.
Маркированные голубеграммы — как один из видов цельных вещей — выходили, к примеру, в Чехословакии в 1966 и 1968 годах и в Словакии в 1996 году.